# Angel (canção de Natasha Bedingfield)
"Angel" é uma canção da cantora britânica Natasha Bedingfield, gravada para o relançamento do seu segundo álbum de estúdio, intitulado Pocketful of Sunshine. Foi escrita por LaShawn Daniels, Dernst Emile, Rodney Jerkins, Crystal Johnson e Richard Butler, sendo que a produção ficou a cargo de Darkchild. O seu lançamento ocorreu somente nos Estados Unidos a 29 de Agosto de 2008 como segundo e último single do projecto.

## Desempenho nas tabelas musicais

### Posições
| Tabela musical (2008)                            | Melhor posição |
| ------------------------------------------------ | -------------- |
| Canadá - Canadian Hot 100                        | 41             |
| Estados Unidos - Billboard Hot 100               | 63             |
| Estados Unidos - Billboard Pop Songs             | 24             |
| Estados Unidos - Billboard Dance/Club Play Songs | 1              |